# 967 هـ
967 هـ هي سنة في التقويم الهجري امتدت مقابلةً في التقويم الميلادي بين سنتي 1559 و1560.

## أحداث
- 18 شعبان - الأسطول العثماني بقيادة طرغد باشا ينتصر على الأسطول الإسباني الصليبي في معركة جربة قرب تونس، في واحدة من كبرى المعارك البحرية في التاريخ العالمي في تلك الفترة، وقتل أكثر من ثلثي بحارة الأسطول الإسباني، في حين لم يسقط من العثمانيين سوى ألف قتيل فقط.
- باشا مصر يأمر بإعادة بناء قلعة المويلح لتأمين طريق الحجاج وخدمتهم، في عهد السلطان العُثماني سليمان القانوني.

## مواليد
- محمد بن أبي بكر الدلائي، شيخ الزاوية الدلائية.
- ابن أبي محلي